# Yssandon
 Yssandon  (en occitano Eissandon) es una comuna y población de Francia, en la región de Lemosín, departamento de Corrèze, en el distrito de Brive-la-Gaillarde y cantón de Ayen.
Su población en el censo de 2008 era de 615 habitantes.
Está integrada en la Communauté de communes du Bassin d'Objat.

## Demografía
| 666 | 600 | 560 | 571 | 608 | 599 | 615 |
| Para los censos de 1962 a 1999 la población legal corresponde a la población sin duplicidades (Fuente: INSEE [Consultar]) |     |     |     |     |     |     |